# ジェレミー・サルミエント
ジェレミー・レオネル・サルミエント・モランテ（Jeremy Leonel Sarmiento Morante, 2002年6月16日 - ）は、スペイン・マドリード州マドリード出身、イギリス・イングランド育ちのサッカー選手。EFLチャンピオンシップ・バーンリーFC所属。エクアドル代表。ポジションはMF。

## 経歴

### クラブ
2002年にエクアドル人の両親の元にマドリードで生まれ、7歳の時に家族と共にイギリスに移住。チャールトン・アスレティックFCなどのユースを経て、2021年7月2日にブライトン・アンド・ホーヴ・アルビオンFCと契約。U-23チームに配属されプレミアリーグ2で4試合1ゴールを記録したところでトップチームに昇格。22日のEFLカップのスウォンジー・シティAFC戦でプロデビュー。11月27日のプレミアリーグのリーズ・ユナイテッドFC戦で、後半17分にヤクブ・モデルとの交代で起用されプレミアリーグ初出場。2022年1月31日には2026年までの契約延長に合意したことが発表された。
2023年7月25日にEFLチャンピオンシップのウェスト・ブロムウィッチ・アルビオンFCへのレンタル移籍が発表された。
2024年1月3日、イプスウィッチ・タウンにシーズン終了までのレンタル移籍で加入。

### 代表
2017年から各ユース世代のイングランド代表に招集され、2019年にはU-17代表でUEFA U-17欧州選手権に出場したサルミエントだったが、2021年に両親の国籍を行使してエクアドル代表でプレーすることを決断。10月の2022 FIFAワールドカップ・南米予選に代表初招集。8日のボリビア戦で後半途中に起用され代表デビュー。試合も3-0で勝利した。

## 代表歴

### 出場大会
- エクアドル代表
  - 2022 FIFAワールドカップ

### 試合数
- 国際Aマッチ 13試合 0得点（2021年-）[8]

| エクアドル代表 | 国際Aマッチ | 国際Aマッチ |
| 年             | 出場        | 得点        |
| -------------- | ----------- | ----------- |
| 2021           | 3           | 0           |
| 2022           | 9           | 0           |
| 2023           | 1           | 0           |
| 2024           |             |             |
| 通算           | 13          | 0           |